# Bruno Jasieński
Bruno Jasieński (n. 17 iulie 1901, Klimontów⁠(d), Voievodatul Sfintei Cruci, Polonia – d. 17 septembrie 1938, Moscova, RSFS Rusă, URSS) a fost un poet, prozator și dramaturg polonez futurist de origine evreiască, precum și activist sovietic comunist.